# William Henry Cavendish-Bentinck, 3. hertug af Portland
William Henry Cavendish-Bentinck, 3. hertug af Portland KG PC (født 14. april 1738, død 30. oktober 1809) var en britisk statsmand. Han var premierminister to gange.

## Premierminister
Hertugen af Portland var premierminister og leder af Overhuset fra april til december 1783. Hans anden periode som premierminister var fra marts 1807 og til oktober 1809.

## Andre ministerposter
Hertugen af Portland var indenrigsminister fra 1794 til 1801. Han fortsatte som formand for statsrådet i 1801–1805. Han var Minister uden portefølje i 1805–1806.

## Slægten Cavendish-Bentinck
William Henry Cavendish-Bentinck var gift med Lady Dorothy Cavendish (1750–1794). Hun var datter af premierminister William Cavendish, 4. hertug af Devonshire.
William og Dorothy Cavendish-Bentinck fik seks børn, og de grundlagde slægten Cavendish-Bentinck. Slægtens sidste hertug døde i 1990, mens hertuginden døde i 2004. Deres datter Lady Barbara Cavendish-Bentinck er født efter 1948.
William og Dorothy Cavendish-Bentincks tredje ældste søn Lord Charles Cavendish-Bentinck (1780–1826) blev farfar til Cecilia Nina Cavendish-Bentick (1862–1938), oldefar til dronningemoderen (dronning Elizabeth) (1900–2002), og tipoldefar til dronning Elisabeth 2. af Storbritannien (født 1926).
Lord Charles Cavendish-Bentinck blev desuden farfar til den 6. hertug af Portland, der havde titlen i 1879–1943. Han blev også oldefar til den 7. hertug, der havde titlen i 1943–1977.
William og Dorothy Cavendish-Bentincks yngste søn Lord Frederick Cavendish-Bentinck (1781-1828) blev oldefar til den 8. og 9. hertug, der havde titlerne i 1977–1990.  

## Grever Bentinck og jarler af  Portland
Efter den 9. hertug af Portland døde i 1990, er jarlene af Portland  overhoveder for den engelske gren af slægten Bentinck.
I 1732 gav kejser Karl 6. en gren af slægten den tysk-romerske (og hollandske) titel greve Bentinck. Denne grevelige titel blev anerkendt i Storbritannien i 1886. 
Henry Noel Bentinck (1919–1997) blev den 7. greve Bentinck i 1932, og han blev den 11.  jarl af Portland i 1990.